# Temístocles López
Temístocles López est un scénariste, acteur, metteur en scène et cinéaste vénézuélien, né à Valencia. Il a eu une carrière éclectique et variée, passant souvent du populaire au classique  et de l’avant-garde au grand public. Son  documentaire sur l’avant-garde américaine le mena à des formes de divertissement plus accessibles en Amérique.

## Enfance et carrière
Son père, Temístocles Ramón Lopez est psychiatre, et sa mère Lina Giménez est une romancière reconnue. Temistocles grandit en Espagne et étudia en France, en Allemagne, en Italie et en Angleterre, où il apprit à maîtriser les diverses langues. Il commença sa carrière comme journaliste, écrivant sur le cinéma pour le compte de magazines et d’émissions de radio.
Il étudia le cinéma à la London Film School, où il réalisa Hollywood Song, un hommage au cinéma classique américain. En 1970, il partit vivre en Italie où il travailla au Teatro Stabile di Torino à la mise en scène de La Vie de Galilée de Bertolt Brecht et de Peer Gynt d’Ibsen. En 1972, il écrivit et dirigea Dose, un court métrage surréaliste basé sur une histoire de Raymond Roussel. En 1974, à l’occasion du Festival de Spoletto, il travailla comme assistant de Robert Wilson à la mise en scène de son spectacle A Letter for Queen Victoria, échec commercial présenté à Broadway.
En 1975, il réalisa Contemporanea, un film documentaire sur l’avant-garde américaine, auquel participa Philip Glass, parmi d’autres.
En 1976, il déménagea à Caracas pour mettre en scène La Tempête de Shakespeare, Les Chevaliers de la Table Ronde de Cocteau et le Faust de Goethe. Il y continua ses expérimentations cinématographiques avec Caribe en 1976 et Les Tentations de Saint Antoine en 1978.
En 1981, il interpréta Simón Bolívar, le « libérateur » vénézuélien, dans le film de Diego Risquez Bolivar, Symphonie Tropicale.
En 1983, il arriva à New York, où il écrivit Dali, un scénario sur le peintre surréaliste, qui fut porté à l’écran et remporta le Grand Prix du Festival du Film de Biarritz.
En 1989, il écrivit et réalisa Exquisite Corpses, une comédie noire qui devint rapidement un film culte.
In 1992 il écrivit et réalisa Chain of Desire une chronique provocante sur les mœurs sexuelles, avec Linda Fiorentino, Elias Koteas, Assumpta Serna, Seymour Cassel et Malcolm McDowell, parmi d’autres. Le film fut sélectionné pour la compétition du Montreal World Film Festival en 1992.
Afin d’en apprendre plus sur les traditions hollywoodiennes qu’il admirait, il s’installa à Los Angeles en 1994, où il fut engagé pour réaliser Bird of Prey (La Loi du Talion), un thriller avec Jennifer Tilly, Lesley Ann Warren et Richard Chamberlain. Dans HOME- The Horror Story (2000), avec Richard Beymer, Tracy Nelson et Grace Zabriskie, l’auteur-réalisateur utilisa l’humour de l’absurde et une esthétique surréaliste pour faire la satire des « valeurs familiales ».[réf. nécessaire] Dans Katabasis en 2012, il reprend le mythe du Minotaure pour le tourner en spectacle à la fois poétique, moderne et mystérieux.
En 2016 Temistocles réalise "Elettra" un long metrage documentaire sur la vie et l'oeuvre de Guglielmo Marconi, l'inventeur de la Radio. En 2018 réalise "Monumental" un documentaire sur l'architecture monumentale à traves le monde. Au présent Temistocles est engagé dans la réalisation de "Combate" , un documentaire sur la crise humanitaire et politique qui soufre le Venezuela.

## Filmographie
Auteur et Réalisateur
- Combate (2019)
- Monumental (2018)
- Elettra (2016)
- Katabasis (2012)
- Home - The Horror Story (2000)
- Bird of Prey (La Loi du Talion) (1995)
- Chain of Desire (1992)- Torino Film Festival 1992, Festival des films du monde 1992
- Exquisite Corpses (1989)
- Caribe (1976)
- The Temptation of Saint Anthony (1978)
- Contemporanea : music and danse (1974)
- Dose (1972)
- Hollywood Song (1970)

Scénariste
- Dalí (1991)

Acteur
- Bolívar, Une Symphonie Tropicale (Bolívar, sinfonía tropikal) (1979), rôle de Bolívar

## Théâtre
Écrit et mis en scène
- Les Chevaliers de la Table Ronde (1980)
- Le Prince des Galaxies (1979)

Mises en scène
- La Tempête, de William Shakespeare (1976)
- Faust de Goethe (1981)

## Nominations et Récompenses
- Chain of Desire (1992)- Meilleur film au Festival du film de Pescara, nommé pour la Meilleure Photographie aux Independent Spirit Awards en 1994 (Directeur de la photographie : Nancy Schreiber)
- Dalí (1991)- Grand Prix du festival du Film de Biarritz.

## Projets
- Divina
- Man Ray
- Wink
- L'Age D'Or  (long métrage)

La biographie libre de l'artiste visionnaire, écrite et à être réalisée par Temistocles Lopez, est en pré-production.
- The Visionaries (Les Visionnaires)

Un roman sur le mouvement surréaliste.